# Святые места мусульман в СССР

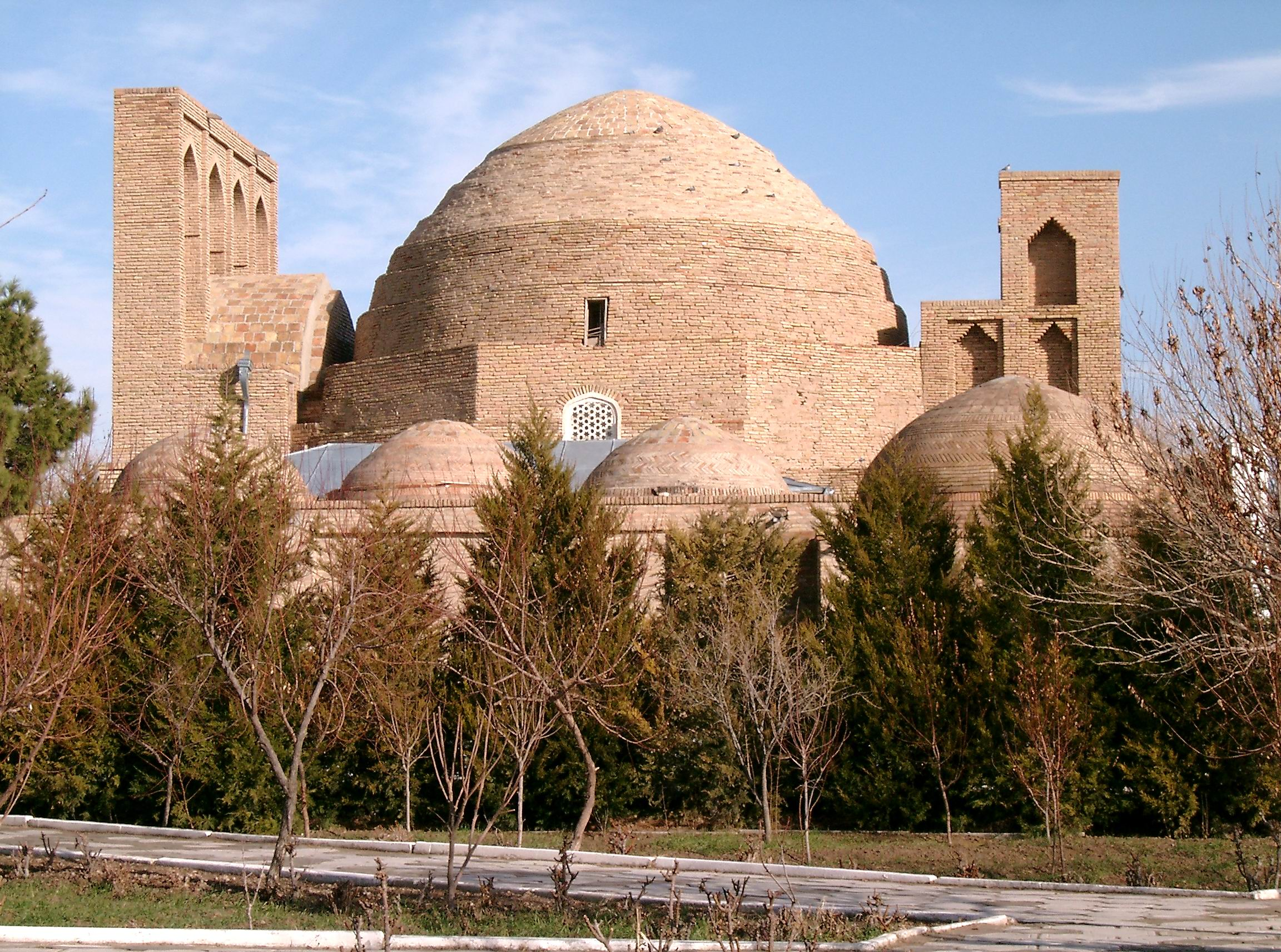
Мазар аль-Хакима ат-Тирмизи, переданный САДУМ по Постановлению Совета народных комиссаров Узбекской ССР от 27 марта 1945 года (современный вид)

Мусульма́нские святы́е места́ в СССР — места паломничества мусульман на территории Советского Союза (места погребения почитаемых мусульман и священные источники воды). В СССР насчитывались сотни мусульманских святых мест. Так как с начала 1930-х годов и до конца 1980-х годов хадж из СССР был невозможен (за очень редкими исключениями), то советские мусульмане заменяли хадж паломничеством к советскому святому месту. Аналогичная ситуация была и с паломничеством у других конфессий в СССР. В частности, православные, которые не могли ездить в Иерусалим, посещали цельбоносные источники.
Политика советских властей по отношению к мусульманским святым местам менялась со временем. В довоенный период шла борьба с паломничеством ко всем святым местам. В конце 1940-х часть святых мест была передана двум официальным мусульманским структурам (Среднеазиатскому духовному управлению мусульман и Духовному управлению мусульман Закавказья) и вполне легально функционировала до конца 1950-х годов. В этот период шла борьба только с неофициальными святыми местами.
В период хрущевской антирелигиозной кампании официальные святые места были изъяты государством и началась новая борьба с паломничеством к ним. Однако борьба оказалась малоэффективной. Местные органы борьбу зачастую вовсе не вели, но отчитывались в Москву, что её ведут. Борьба была аналогичной борьбе с православными цельбоносными источниками — вплоть до уничтожения святых мест. При этом некоторые мазары брали на учет как памятники материальной культуры.
В конце 1980-х годов борьба с паломничеством ослабла, хадж стал массовым, а количество мусульманских святых мест на территории СССР быстро выросло.

## Общая характеристика мусульманских святых мест в СССР
Мусульманских святых мест в СССР было множество. Они делились на две группы. В первую входили места захоронения почитаемых мусульманских духовных лиц — мазары и зияраты. Вторую группу составляли священные источники воды. Ко всем этим местам в СССР существовало массовое паломничество. В 1959 году на учёте Совета по делам религиозных культов значились 839 функционирующих святых мест (зиярат, аулия).
Паломничество стимулировали два фактора. Во-первых, в советских республиках с мусульманским населением было очень мало зарегистрированных мечетей. Зачастую их было намного меньше, чем мазаров и зияратов. Например, в Туркменской ССР в феврале 1959 года было только 4 зарегистрированных мечети, но при этом функционировали 15 мазаров и 5 мавзолеев. Во-вторых, в СССР до 1989 года практически отсутствовал хадж — те несколько десятков паломников, которых выпускали в Мекку, были ничтожной долей многомиллионного советского мусульманского населения. При таких условиях прийти на мазар святого, помолиться и провести там обряды было выходом из положения.

## Легализация святых мест советских мусульман (конец 1940-х — 1950-е годы)
27 марта 1945 года Совет народных комиссаров Узбекской ССР Постановлением № 410 передал из ведения Управления по делам архитектуры при Совете народных комиссаров Узбекской ССР в пользование Духовного управления мусульман Средней Азии и Казахстана (САДУМ) семь самых посещаемых верующими (и ранее закрытых государством) мазаров:
- Багавутдин;
- Шах-Зинда;
- Хаким-Аль-Термези;
- Султан-Баба;
- Шахимардан;
- Каффал-Шаши;
- Пальван-Ата.

САДУМ потратил немало денег на ремонт переданных мазаров. Кроме того, при мавзолее Шахимардан САДУМ построило гостиницу и водолечебницу.
Другим духовным управлениями мусульман мазары не передавались, хотя на их территории также были почитаемые верующими святые места. Исключением стало Духовное управление мусульман Закавказья, Распоряжение Совета министров СССР № 15430-рс от 20 октября 1947 года передавала шиитскую святыню — мавзолей «Гой-Имам» около Кировобада. Это решение было исполнено. По данным на 1 мая 1954 года всего у Духовных управлений мусульман было 9 гробниц, переданных им властями — по 4 в Узбекской и Казахской ССР (в ведении САДУМ) и 1 в ведении Духовного управления мусульман Закавказья.
Официальные святые места приносили духовным управлениям мусульман, на территории которых были расположены, большой и постоянно растущий доход в виде пожертвований деньгами и скотом. Только за 1954 год Духовное управление мусульман Средней Азии и Казахстана получило с пяти мазаров 358 тыс. рублей и 1900 голов крупного рогатого скота, а в 1956 году — уже 1040 тыс. рублей и 2600 голов крупного рогатого скота.
Официальные святые места просуществовали недолго. Уже в конце 1940-х годов началось их изъятие у верующих. 21 февраля 1950 года Совет министров СССР издал распоряжение № 2204-рс, которым забрал у САДУМ большинство зданий Шах-Зинда. Распоряжение № 9363-рс Совета министров СССР от 18 июня 1950 года разрешало властям Узбекистана изъять у САДУМ Шахимардан и Бахаутдина. 30 июня 1951 года решением № 969-рс Совета министров СССР у САДУМ изымался мавзолей Хаким-ат-Термези. Впрочем изъятие компенсировалось тем, что в пользование Духовного управления мусульман Средней Азии и Казахстана власти передавали до 1956 года новые мазары. В начале 1960 года в пользовании Духовного управления мусульман Средней Азии и Казахстана находились уже 18 мазаров. Духовные управления мусульман Европейской части СССР и Сибири, а также Северного Кавказа святых мест не получали.
28 ноября 1958 года ЦК КПСС принял Постановление «О мерах по прекращению паломничества к так называемым „святым местам“». Этот документ стал началом ликвидации официальных святых мест мусульман. 14 марта 1960 года вышло Постановление Совета министров Узбекской ССР № 220, которое изымало у Духовного управления мусульман Средней Азии и Казахстана 13 мазаров и передавало их Комитету по охране памятников материальной культуры при Совете министров Узбекской ССР.

## Неофициальные святые места мусульман СССР: география присутствия и борьба с ними
Подавляющее большинство «святых мест» мусульман СССР были неофициальными. Паломничества к некоторым из них были массовыми. Например, к Сулейман-горе (недалеко от Оша) в первый день Курбан-байрама 1954 года прибыли около 100 тысяч мусульман из Киргизской, Таджикской и Узбекской ССР.
Распределение святых мест по мусульманским местностям было крайне неравномерным. Их практически не было в Поволжье и на Урале. В Башкирской АССР в 1947 году было только два мусульманских святых места, известных властям — два зиярата у деревень Чишмы и Тимашов. В Татарской АССР особо почитаемые места были только в трёх районах.
По официальным данным, к 30 мая 1959 года выявленные властями святые места мусульман территориально распределялись следующим образом:
- Таджикская ССР — 210;
- Узбекская ССР — 144;
- Азербайджанская ССР — 61;
- Туркменская ССР — 42;
- Киргизская ССР — 20;
- Казахская ССР — 20;
- Дагестанская АССР — 70;
- Татарская АССР — 2;
- Башкирская АССР — 1.

Из этих цифр видно. что основная масса «святых мест» мусульман СССР находилась в Средней Азии, Казахстане, Азербайджане и в Дагестане. В Дагестанской АССР насчитывалось более 70 зиаратов и могил шейхов (по состоянию на 1953 год). Наиболее известными были три зиарата — Абдурахмана Согратлинского в селе Нижнее Казанище, Ильяса Цудахарского в селе Параул и зиарат в Ахульго. Их посещали массово. Например, в 1953 году в ночь Бараат (с 29 на 30 апреля) в Ахульго прибыли около 500 верующих (из них только 10 мужчин), в Параул более 800 верующих (из них 300 мужчин), а в Нижнее Казанище более 200 верующих (из них 30 мужчин). Верующие приехали на грузовых автомашинах, резали скот и устраивали обеды. Во время массовых посещений зиаратов происходил сбор пожертвований. Например, в 1956 году в ночь Бараат в Парауле собрали 2643 рубля пожертвований, а в Нижнем Казанище — 1300 рублей пожертвований. К 1960 году органы КГБ прекратили посещения верующими всех 70 могил шейхов.
В Киргизской ССР святые места сосредоточивались в основном в южных районах. Согласно справке «О состоянии контроля за соблюдением законодательства о религиозных культах в Ала-Букинском районе» (1978 год) рядом с селом Лиги-Базар была гробница святого Идриспайгамбара, куда приезжала паломники. В 1982—1983 годах в южных областях Киргизской ССР действовали 9 «святых мест» — 8 в Ошской и 1 в Таласской областях. С ними власти боролись, превращая их в зоны массового отдыха населения. В Ошской области согласно справке Уполномоченного Совета по делам религий по Киргизской ССР (1986 год) в «святых местах» устраивали «массовые гуляния местных жителей, прежде всего молодёжи», проводили лекции (в том числе на атеистическую тематику).
В Туркменской ССР на 1955 год было 55 почитаемых верующими гробниц. В Узбекской ССР в 1955 году объектами поклонения были 25 мазаров, а в Таджикской ССР — 50 мазаров.

## Борьба советской власти с мусульманскими святыми местами

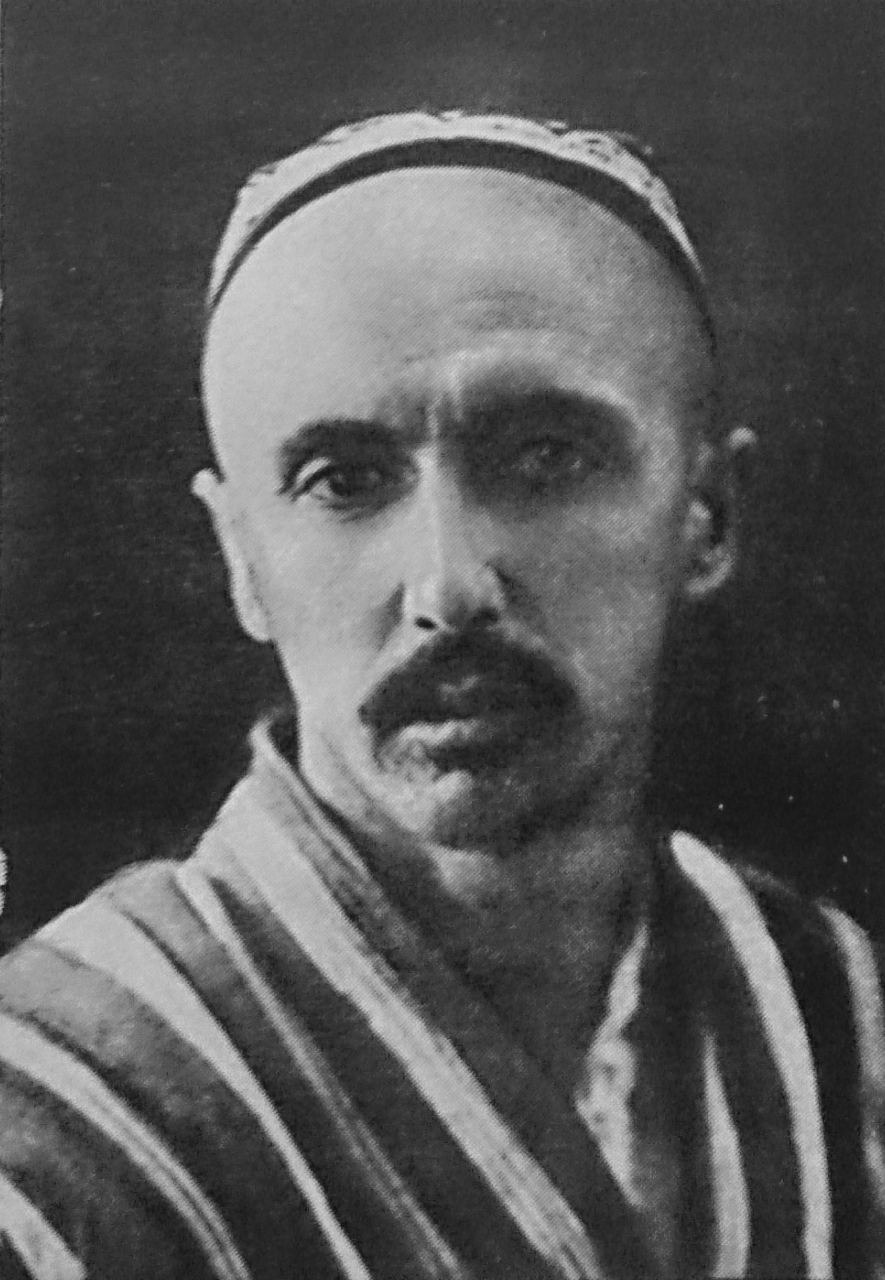
Хамза Хакимзаде Ниязи, убитый верующими за то, что пытался превратить усыпальницу святого в музей

В довоенный период советские власти приняли меры по закрытию святых мест мусульман. Кампания проводилась силами местных активистов и встречала сопротивление местного населения. Так в марте 1929 года были убиты верующими несколько активистов (в том числе поэт Хамза Хакимзаде Ниязи), которые в кишлаке Шахимардан пытались превратить усыпальницу Али в музей.
В послевоенный период святые места разделили на официальные и неофициальные. С неофициальными мазарами советские власти вели открытую борьбу уже в конце 1940-х годов. В отчёте за I квартал 1947 года Уполномоченный Совета по делам религиозных культов по Узбекской ССР И. Ибадов сообщал, что удалось закрыть четыре мазара. Впрочем тогда борьба шла довольно вяло. Совет по делам религиозных культов в конце 1940-х годов даже просил власти передать некоторые мазары верующим (например, гробницу «Гой-Имам» около Кировабада).
Постановление ЦК КПСС от 28 ноября 1958 года стало началом кампании по ликвидации святых мест. Официальные святые места были изъяты у верующих, а с неофициальными святыми местами борьба продолжилась.
Для борьбы со святыми местами власти обратились к духовным управлениям мусульман. В 1958 году фетва Духовного управления мусульман Северного Кавказа запретила посещение зиаратов. Кроме того, представители Духовного управления мусульман Северного Кавказа лично выступали на зиаратах перед верующими, критикуя практику посещения зиаратов. В феврале 1959 года фетву против паломничества к «святым местам» выпустило Духовное управление мусульман Средней Азии и Казахстана. 4 мая 1960 года Духовное управление мусульман Европейской части СССР и Сибири выпустило фетву, которая запрещало посещать кладбища с целью обращения к усопшим за помощью.
Советские власти приняли меры по охране мазаров, имевших историческуюценность. Например, при строительстве АЛЖИРа (Карагандинская область) строго запрещалось использовать саманный кирпич из стен казахских могильников (впрочем этот запрет на практике нарушался).

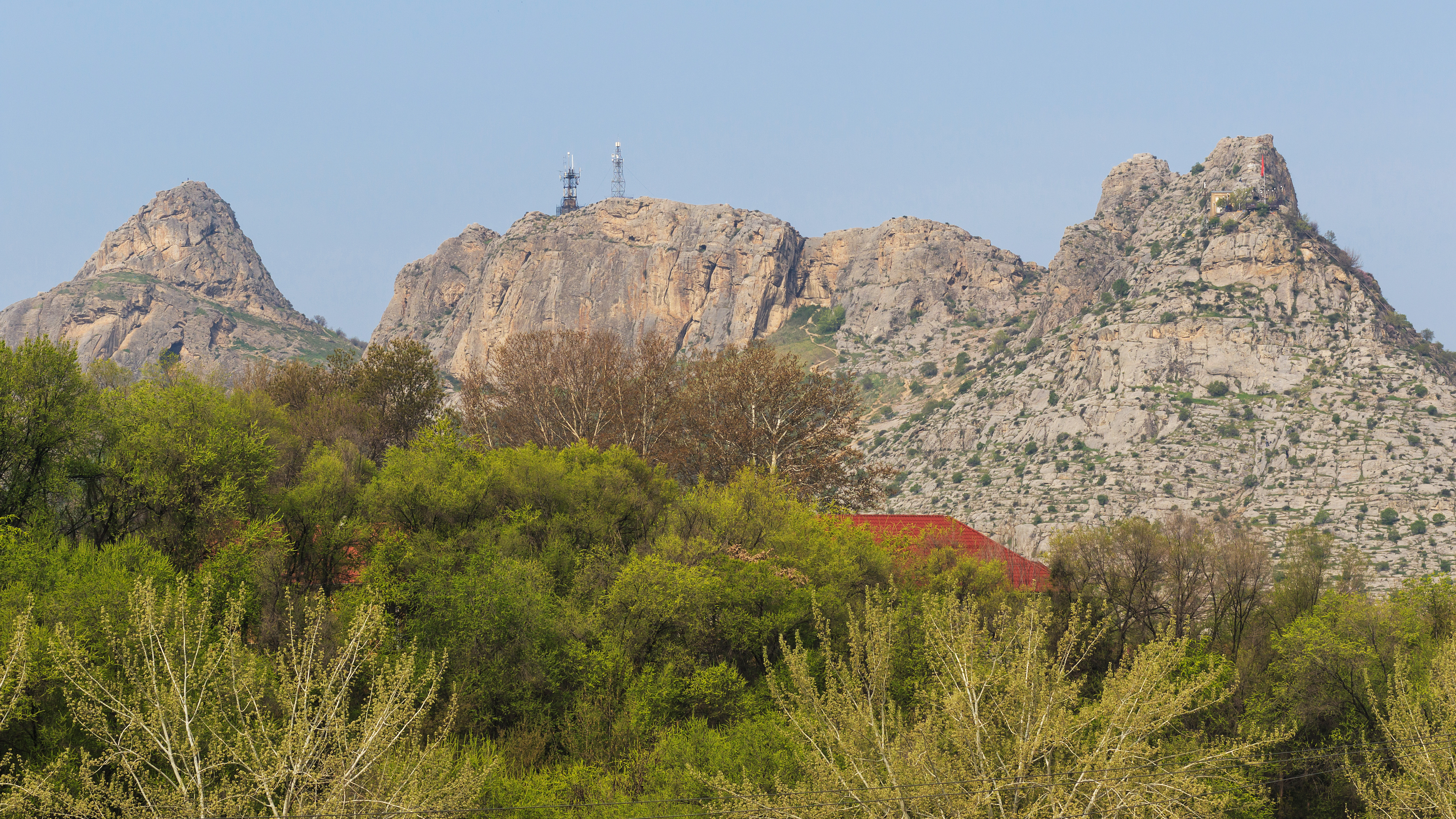
Сулейман-гора, фото 2016 года

На практики ликвидация выражалась в разрушении тех гробниц, которые по мнению властей не представляли художественной и исторической ценности. Иногда почитаемые родники превращали в места массового отдыха населения. «Святые места» переделывали в парки, противотуберкулёзные санатории, пионерские лагеря. На Сулейман-горе в Киргизской ССР был открыт филиал краеведческого музея и установлена статуя В. И. Ленина. В Узбекской ССР на месте двух мазаров были построены стадион и дом отдыха для колхозников. В Татарской АССР у святых мест были установлены дежурства народных дружинников, которые проводили разъяснительные беседы с верующими.
Практиковалось создание в мазарах антирелигиозных объектов. В антирелигиозные музеи были превращены мазар Аулие Ата Карахан, мавзолей Ходжи Ахмеда Ясави, районным домом атеистов стал мазар Арслан-баб.
Ликвидировать большинство «святых мест» властям не удалось вплоть до распада СССР. Конечно, Уполномоченные Совета по делам религиозных культов (с 1965 года — Совета по делам религий) постоянно сообщали в 1950-е — 1980-е годы в Москву о том, что многие мазары закрыты. Историк В. А. Ахмадуллин пришёл к выводу, что статистика, которую в Совет по делам религиозных культов представляли его Уполномоченные на местах, не только часто была недостоверной, но и «редактировалась» местными представителями партийно-государственного аппарата. При инспекционных поездках представителей Совета оказывалось, что закрытые согласно отчётам Уполномоченных «святые места» либо не закрывались, либо начинали вновь принимать паломников уже после закрытия. В 1962 году комиссии Совета по делам религиозных культов посетили Киргизскую и Таджикскую ССР и выяснили, что там не выполнено Постановление ЦК КПСС «О мерах по прекращению паломничества к так называемым „святым местам“». В Таджикской ССР была объявлена святым местом могила басмача, для чего в нарушении проекта обводнения района была изменена траектория оросительного канала. К 1 января 1974 года в СССР было зафиксировано существование только 612 святых мест. Частью культа «святых мест» было почитание мусульманами Поволжья некоторых священных деревьев и родников.